# ATP Firenze 1974
L'ATP Firenze 1974 è stato un torneo di tennis giocato sulla terra rossa. È stata la 2ª edizione dell'ATP Firenze che fa parte del Commercial Union Assurance Grand Prix 1974. Si è giocato a Firenze in Italia dal 6 al 13 maggio 1974, con le finali di singolare e doppio disputate lunedì 13 maggio a causa delle avverse condizioni meteorologiche.

## Campioni

### Singolare
Adriano Panatta ha battuto in finale  Paolo Bertolucci con il punteggio di 6–3, 6–1

### Doppio
Paolo Bertolucci /  Adriano Panatta hanno battuto in finale  Robert Machan /  Balázs Taróczy con il punteggio di 6–3, 3–6, 6–4